# Гурбанлы, Муса Гурбан оглы
Муса Гурбан оглы Гурбанлы (азерб. Musa Qurban oğlu Qurbanlı; род. 13 апреля 2002, Баку) — азербайджанский футболист, нападающий клуба «Карабах» и сборной Азербайджана.

## Клубная карьера
Уроженец Баку. Выступал за молодёжную команду «Нефтчи». В 2017 году присоединился к молодёжной команде «Карабаха». 
20 декабря 2019 года дебютировал в основном составе «Карабаха» в матче Кубка Азербайджана против клуба «Кешля». 
25 сентября 2020 года дебютировал в Премьер-лиге Азербайджана в матче против «Сумгаита». 8 ноября 2020 года забил свой первый гол за «Карабах» в матче против «Нефтчи». 18 сентября 2022 года в матче с «Зиря» оформил «покер», его команда выиграла со счётом 7:1.
В июле 2023 года подписал 3-летний контракт со шведским клубом «Юргорден».
14 июня 2024 года Гурбанлы вернулся в «Карабах», подписав трёхлетний контракт.

## Карьера в сборной
Выступал за сборные Азербайджана до 17, до 19 лет и до 21 года.
Дебют в национальной сборной Азербайджана состоялся 11 ноября 2020 года в товарищеском матче против Словении (0:0). Первый гол за сборную Азербайджана забил в матче с Северной Македонией 20 ноября 2022 года.

## Семья
Муса Гурбанлы — сын экс-игрока сборной Азербайджана и главного тренера клуба «Карабах» Гурбана Гурбанова.